# Siarodborje
Siarodborje (biał. Сяродбор’е; ros. Средиборье) – wieś na Białorusi, w obwodzie brzeskim, w rejonie łuninieckim, w sielsowiecie Dworzec.